# パングリマ・スガラ
パングリマ・スガラ (旧称バリンビング) はフィリピン、タウィタウィ州の第3級自治体。法的にはタウィタウィ州の州都であるが、人口が多く空港も存在するボンガオが事実上の州都となっている。2010年の国勢調査によると人口は38,704人であった。
自治体名は1991年7月4日に提出され、1991年9月9日に知事によって承認されたムスリム・ミンダナオ自治法第7号によって、バリンビングからパングリマ・スガラに変更された。

## バランガイ
パングリマ・スガラには17のバランガイが存在する
- Balimbing Proper
- Batu-batu (poblacion)
- Bauno Garing
- Belatan Halo
- Buan
- Dungon
- Karaha
- Kulape
- Liyaburan
- Luuk Buntal
- Magsaggaw
- Malacca
- Parangan
- Sumangday
- Tabunan
- Tundon
- Tungbangkaw